# 夢想的延續
《夢想的延續》（日语：夢の続きへ）是日本雙人音樂組合surface的第20張單曲。2007年5月9日由Sony Music Records發行。

## 解說
《夢想的延續》是音樂組合surface自從上一張單曲《心中的花蕾》以來，睽違1年2個月發行的最新單曲。同名標題曲曾在2007年4月被東京電視台電視動畫《驅魔少年》選為第26話至第38話的片尾主題曲使用。還有，同名標題曲後來有在surface他們移籍Sony Music Records之後的第2張專輯《Invitation No.6》收錄，2008年10月8日發行。
此外，該單曲在初回仕樣特典有附贈同名動畫的寬標籤貼紙。

## 收錄歌曲
所有歌曲由椎名慶治（surface）作詞。
1. 夢想的延續（夢の続きへ）
  - 作曲、編曲：原一博（日语：原一博）
  - 東京電視台電視動畫《驅魔少年》片尾主題曲
2. 作曲：永谷喬夫，編曲：永谷喬夫、椎名慶治
3. Trigger Finger
作曲：椎名慶治、永谷喬夫，編曲：永谷喬夫、椎名慶治、戶谷誠、山口寬雄（日语：山口寛雄）
4. 夢想的延續 -TV Edit-（夢の続きへ -TV Edit-）